# Aifersdorf
Aifersdorf je naselje v Občini Špatrjan v Okraju Beljak-dežela na Koroškem v Avstriji.